# Rafael Caldera
Rafael Antonio Caldera Rodríguez (24. ledna 1916, San Felipe, Venezuela – 24. prosince 2009, Caracas, tamtéž) sloužil po dvě pětiletá období (1969–1974 a 1994–1999) jako prezident Venezuely. Stal se tak nejdéle sloužícím demokraticky zvoleným vůdcem, který vládl zemi ve 20. století. Při jeho nástupu do funkce došlo k prvnímu pokojnému předání moci v historii Venezuely.
Caldera je uznáván jako jeden ze zakladatelů venezuelského demokratického systému, jeden z hlavních tvůrců ústavy z roku 1961 a průkopník křesťanskodemokratického hnutí v Latinské Americe. Pomohl vytvořit bezprecedentní období občanské demokratické vlády v zemi sužované politickým násilím a vedené vojenskými vůdci, tzv. caudillos.

## Život
Rafael Caldera se narodil v roce 1916 v San Felipe ve Venezuele. Jeho matka zemřela, když mu bylo dva a půl roku. Vychovávala ho pak jeho teta z matčiny strany María Eva Rodríguez Rivero a její manžel Tomás Liscano Giménez.
Caldera navštěvoval základní školu v rodném San Felipe a později v Caracasu, kde studoval do 15 let na jezuitské katolické škole Sv. Ignáce z Loyoly. Poté studoval práva na Universidad Central de Venezuela.
Jako mladý univerzitní student projevoval Caldera intelektuální brilantnost. V 19 letech a po prostudování 26 svazků sebraných děl Andrése Bella vydal svou první knihu, Andres Bello, komplexní analýzu Bellova života a jeho literárních, lingvistických, právních, historických, filozofických a politických textů. Tato kniha získala v roce 1935 ocenění od venezuelské národní jazykové akademie a stala se významnou referencí pro vědecké studie o nejvýznamnějších venezuelských literátech 19. století.
O rok později si venezuelský prezident López Contreras všiml novinových článků o pracovní problematice, které napsal dvacetiletý Caldera. Jmenoval ho zástupcem ředitele nově vytvořeného Národního úřadu práce. Caldera tak získal hlavní roli ve tvorbě prvního venezuelského pracovního práva, které zůstalo aktuální více než 50 let, až do jeho reformy v roce 1990.
Během univerzitních let se Caldera aktivně zapojil do studentské politiky. Vstoupil do Venezuelské federace studentů (FEV), kterou vedli studenti, kteří se v roce 1928 vzbouřili proti diktátorovi Juanu Vicente Gómezovi a byli známí jako Generace 28. Od této federace se však Caldera oddělil poté, co její vedení vyzvalo k antiklerikálním reformám požadujícím vyhnání jezuitů a dalších náboženských řádů z Venezuely.
V roce 1936 založil Národní studentský svaz (UNE), který se stal základem pro pozdější venezuelské křesťanskodemokratické hnutí.

## Politická kariéra
Po absolvování univerzity Caldera založil Národní akci, politické hnutí vytvořené komunální volby. Brzy poté založil Stranu národní akce. V lednu 1941 byl ve svých 25 letech zvolen do poslanecké sněmovny za svůj rodný stát Yaracuy.
Dne 13. ledna 1946 Caldera spoluzaložil COPEI (Výbor nezávislé politické volební organizace), Křesťanskodemokratickou stranu, která se stala jednou ze dvou největších masových politických stran ve Venezuele. První prohlášení COPEI o principech bylo inspirováno sociálním učením papežské encykliky Quadragesimo Anno (1931) a zahrnovalo demokracii, pluralismus a sociální reformu.
V roce 1946 byl Caldera zvolen jako zástupce do Národního ústavodárného shromáždění.
Ve volbách v roce 1947 Caldera ve věku 31 let poprvé kandidoval na prezidenta. V těchto volbách však zvítězil venezuelský romanopisec Rómulo Gallegos, kandidát sociálně demokratické strany AD (Demokratická akce). Caldera byl zvolen do sněmovny na období let 1948–1953. Jeho mandát však byl přerušen poté, co byl Gallegos 24. listopadu 1948 svržen státním převratem.
roce 1952 byl Caldera zvolen do Národního ústavodárného shromáždění. Poté, co lídr vojenské junty Marcos Pérez Jiménez ignoroval volební triumf strany URD (Demokratická republikánská unie) a vykázal Jóvita Villalbu a další vůdce této strany ze země, se však Caldera a další zvolení členové strany COPEI odmítli ústavodárného shromáždění účastnit.
Během vojenské diktatury Péreze Jiméneze (1952–1958) byl Caldera vyloučen z univerzity a několikrát zatčen. Dne 3. srpna 1955 agenti Národní bezpečnosti, tajné policie, která pronásledovala protivníky a provozovala nechvalně známé koncentrační tábory, hodili bombu do Calderova domu. Ohrozili tak život jeho nejmladšího, tehdy devítiměsíčního dítěte. Dne 20. srpna 1957 byl Caldera znovu uvězněn poté, co se Pérez Jiménez dozvěděl, že tento politik bude zřejmě konsensuálním kandidátem všech opozičních stran v prezidentských volbách naplánovaných na prosinec 1957. Pérez Jiménez pak proměnil volby v neústavní referendum o svém setrvání u moci.
V lednu 1958 byl Caldera diktaturou Péreze Jiméneze vyhoštěn a odjel do New Yorku, kde ho přivítali Rómulo Betancourt a Jóvito Villalba. Už na konci ledna však byl Pérez Jiménez sesazen občanskou revoltou a vojenským převratem. Po návratu do Venezuely podepsali zmínění tři politici Pakt Puntofijo.
Tento pakt obsahoval důležité politické dohody, zejména závazek všech hlavních politických stran budovat, chránit a posilovat demokratické instituce a právní stát. Tento pakt obsahoval důležité politické dohody, zejména závazek všech hlavních politických stran budovat, chránit a posilovat demokratické instituce a právní stát.
V prosinci 1968 Caldera kandidoval na prezidenta potřetí a tentokrát úspěšně. Přísahu složil 11. března 1969. Poprvé ve 139leté historii Venezuely jako nezávislého národa došlo k mírovému a demokratickému předání moci z vládnoucí strany opozici. Bylo to také poprvé v historii země, kdy strana získala moc, aniž by se uchýlila k násilí.

### První prezidentské období (1969–1974)
Klíčový rozdíl mezi první Calderovou vládou a vládami jeho předchůdců spočíval v oblasti zahraniční politiky. Caldera obnovil bilaterální vztahy se Sovětským svazem a socialistickými národy východní Evropy, stejně jako s řadou jihoamerických národů, které se staly vojenskými diktaturami, včetně Argentiny, Panamy a Peru.
Calderovými domácími prioritami během jeho první vlády byly vzdělání, bydlení a infrastruktura. Zvýšil počet vzdělávacích institucí zdvojnásobením počtu veřejných středních škol a ztrojnásobením počtu státních univerzitních vysokých škol a technických ústavů.

### Senátor (1974–1993)
Poté, co opustil prezidentský úřad, Caldera pokračoval ve vědecké i politické činnosti. Stal se senátorem; všichni bývalí prezidenti byli podle ústavy z roku 1961 do Senátu doživotně jmenováni.
Během tohoto období byl Caldera jmenován do několika důležitých vedoucích pozic v mezinárodních organizacích, byl např. prezidentem Meziparlamentní unie v letech 1979 až 1982.
V roce 1993 se Caldera znovu ucházel o prezidentský úřad jako nezávislý kandidát s podporou své nové strany Convergencia Nacional. Zvítězil nad Claudiem Fermínem, kandidátem AD.

### Druhé prezidentské období (1994–1999)
Druhá Calderova vláda se musela potýkat se třemi velkými problémy: prudkým poklesem cen ropy, ekonomickou recesí provázenou vysokou inflací a bankovní krizí.
Na začátku druhého funkčního období Caldera omilostnil vojenské důstojníky odpovědné za neúspěšné převraty ze 4. února a 27. listopadu 1992, mj. Huga Cháveze. Ten se vydal na cestu po zemi, získal popularitu a v roce 1998 vyhrál další prezidentské volby.

## Závěrečné roky
Po konci svého prezidentství se Caldera vrátil do svého domova, stejně jako na konci svého prvního funkčního období. Byl známý tím, že žil jednoduše a vyhýbal se přepychu. V roce 1999, když prezident Chávez svolal ústavodárné shromáždění, Caldera protestoval proti porušení ústavy z roku 1961. Podle Allana Brewera-Caríase, venezuelského právníka a zvoleného člena tohoto shromáždění, se tento ústavodárný orgán stal nástrojem postupné demontáže demokratických institucí a hodnot.
V závěru života Calderu postihla Parkinsonova nemoc. Zemřel ve věku 93 let na Štědrý den roku 2009.
Se svou ženou Alicií, kterou si vzal 6. srpna 1941, měli šest dětí. V době jeho smrti měli 12 vnoučat a pět pravnoučat.